# Киряково (Зеньковский район)

Киряково (укр. Кирякове) — село,
Поповский сельский совет,
Зеньковский район,
Полтавская область,
Украина.
Код КОАТУУ — 5321384806. Население по переписи 2001 года составляло 10 человек.

## Географическое положение
Село Киряково находится в 0,5 км от села Винтенцы.
Рядом с селом проходит газопровод и находится газокомпрессорная станция.

## История
Село указано на специальной карте Западной части России Шуберта 1826-1840 годов как хутор Кирияков